# バス174
『バス174』（ポルトガル語: Ônibus 174、英語: Bus 174）は、ブラジルのドキュメンタリー映画。監督ジョゼ・パジーリャと、共同監督フェリペ・ラセルダ（Felipe Lacerda）のデビュー作。

## 概要
2000年6月12日、リオデジャネイロで起こったバスジャック事件（リオデジャネイロバスジャック事件）を扱う。貧しい環境で育った若者、サンドロ・ド・ナシメント（Sandro do Nascimento）は強盗を企てるが失敗し、その後4時間にわたりバス乗客を人質に取る。事件はテレビで生中継された。
映画のテーマは、この事件の調査に加え、リオデジャネイロ貧民街（favela、ファベーラ）・スラムの実態、ブラジルの刑事司法制度がどのように貧困層を扱うかも取り上げている。
なお、この作品で警察の内情を語った元リオ州軍警察特殊部隊BOPE大尉のロドリゴ・ピメンタル、バスジャック事件の際に人質交渉官として事件に関わったアンドレ・バチスタ警部はジョゼ・パジーリャ監督の2作目の作品であり、ベルリン国際映画祭で金熊賞を受賞した『エリート・スクワッド』の登場人物の主役級クラスのキャラクターのモデルとなっており、主役の名前がナシメントであるところから、バスジャック事件の犯人であるサンドロの苗字からとったと思われる。

## 影響
- 23の賞を受賞
  - 2002年 - リオデジャネイロ国際映画祭・国際審査員賞最優秀ブラジル映画・観客選出最優秀ドキュメンタリー賞
  - 2002年 - サンパウロ国際映画祭・国際審査員最優秀ドキュメンタリー賞・ドキュメンタリー映画新人監督賞
  - 2003年 - International Documentary Film Festival Amsterdam（IDFA）：Amnesty Award（現在の Movies that Matter Human Rights Award）
  - 2003年 - ロッテルダム国際映画祭国際アムネスティDOEN賞
  - 2003年 - コペンハーゲン国際ドキュメンタリー映画祭・アムネスティ賞
  - 2005年 - エミー賞（Outstanding Cultural & Artistic Programming）
- ニューズウィーク・ドキュメンタリー・ベスト5選出。
- ニューヨーク・タイムズにより、年間の映画ベストテンの一つに選ばれる。

### 映画祭上映
- パームスプリングス国際映画祭 (2004)
- ヴァンクーヴァー国際映画祭 (2003)
- サンダンス映画祭 (2003)
- デンヴァー映画祭 (2003)
- シドニー国際映画祭 (2003)
- サンフランシスコ国際映画祭 (2003)